# 逍遥暗沙
逍遥暗沙，位于永暑礁的西南方，属礁群的一部分。

## 历史与名称来源
- 英国东印度公司的苏格兰籍船长、英国皇家学会会员霍尔斯伯格（James Horsburgh）的《印度指南》（全称“东印度，中国，澳大利亚，好望角及巴西航行与中间港口指南”）于1836年出版，书中记述了英国纵桅帆船豆勒号（Dhaulle）于1826年4月从加尔各达出发驶往中国的过程中发现该暗沙，详细转载了该船航行日志，并记述了与周边的西礁（West London Reef）、永暑礁（克劳福德暗沙，又叫 Investigator Northwest 西北滩）的航行探测。霍尔斯伯格对这段日志给予细致评述，定下其下锚方位为北纬9°35’，东经112°22’。霍尔斯伯格也提到奥斯汀号船长拉德（Ladd）1829年绕此暗沙航行。[1]

- 1947年和1983年中国的公布名称为逍遥暗沙。有外文图书称其为Dhaull Shoal[2]。